# Lawrence County (Missouri)
Das Lawrence County ist ein County im US-amerikanischen Bundesstaat Missouri. Im Jahr 2020 hatte das County 38.001 Einwohner und eine Bevölkerungsdichte von 23,9 Einwohnern pro Quadratkilometer. Der Verwaltungssitz (County Seat) ist Mount Vernon, das nach dem Landsitz von George Washington in Virginia benannt wurde.

## Geografie
Das County liegt im Südwesten von Missouri in den Ozarks, ist im Süden etwa 50 km von Arkansas entfernt und ebenso im Westen etwa 50 km von Oklahoma und Kansas. Es hat eine Fläche von 1589 Quadratkilometern, wovon 1 Quadratkilometer Wasserfläche ist. An das Lawrence County grenzen folgende Nachbarcountys:
|               | Dade County  | Greene County    |
| Jasper County |              | Christian County |
| Newton County | Barry County | Stone County     |

## Geschichte

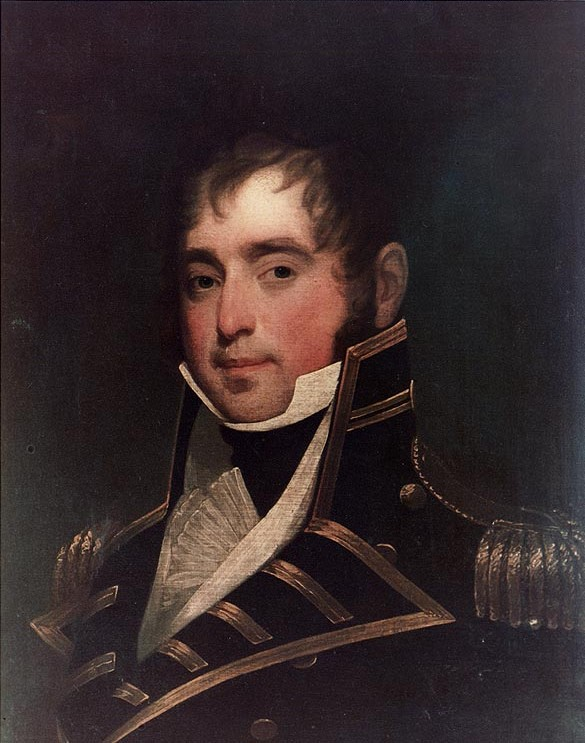
Lawrence

Das Lawrence County wurde 1845 gebildet. Benannt wurde es nach James Lawrence (1781–1813), einem Offizier der Marine, der mit dem Spruch: „Don't give up the ship“ im Britisch-Amerikanischen Krieg von 1812, nachdem er bereits tödlich verwundet worden war, bekannt wurde.

## Demografische Daten
Nach der Volkszählung im Jahr 2010 lebten im Lawrence County 38.634 Menschen in 15.043 Haushalten. Die Bevölkerungsdichte betrug 24,3 Einwohner pro Quadratkilometer. In den 15.043 Haushalten lebten statistisch je 2,51 Personen.
Ethnisch betrachtet setzte sich die Bevölkerung zusammen aus 96,5 Prozent Weißen, 0,5 Prozent Afroamerikanern, 1,0 Prozent amerikanischen Ureinwohnern, 0,4 Prozent Asiaten sowie aus anderen ethnischen Gruppen; 1,5 Prozent stammten von zwei oder mehr Ethnien ab. Unabhängig von der ethnischen Zugehörigkeit waren 6,4 Prozent der Bevölkerung spanischer oder lateinamerikanischer Abstammung.
26,0 Prozent der Bevölkerung waren unter 18 Jahre alt, 57,4 Prozent waren zwischen 18 und 64 und 16,6 Prozent waren 65 Jahre oder älter. 50,7 Prozent der Bevölkerung war weiblich.
Das jährliche Durchschnittseinkommen eines Haushalts lag bei 38.350 USD. Das Pro-Kopf-Einkommen betrug 18.777 USD. 17,3 Prozent der Einwohner lebten unterhalb der Armutsgrenze.

## Ortschaften im Lawrence County
Citys
| - Aurora - Marionville - Miller - Monett1 | - Mount Vernon - Pierce City - Stotts City - Verona |

Villages
- Freistatt
- Halltown
- Hoberg

Unincorporated Communities
| - Albatross - Bonham - Bowers Mill - Chesapeake - Dry Valley - Elliott - Globe | - Grays Point - Heatonville - La Russell - Lawrenceburg - Logan - McKinley - Nickelville | - Olinger - Opal - Orange - Paris Springs - Phelps - Plew - Red Oak | - Rescue - Round Grove - Sage Hill - Spencer - Stinson |

1 – teilweise im Barry County

## Gliederung
Das Lawrence County ist in 14 Townships eingeteilt:
| Township                | Einwohner (2010) | FIPS     |
| ----------------------- | ---------------- | -------- |
| Aurora Township         | 9472             | 29-02566 |
| Buck Prairie Township   | 4067             | 29-09442 |
| Freistatt Township      | 549              | 29-25930 |
| Green Township          | 442              | 29-28972 |
| Hoberg Township         | 706              | 29-32428 |
| Lincoln Township        | 1664             | 29-42806 |
| Mount Pleasant Township | 922              | 29-50582 |

| Township              | Einwohner (2010) | FIPS     |
| --------------------- | ---------------- | -------- |
| Mount Vernon Township | 7560             | 29-50690 |
| Ozark Township        | 1658             | 29-55784 |
| Pierce Township       | 6586             | 29-57440 |
| Red Oak Township      | 410              | 29-61040 |
| Spring River Township | 2199             | 29-70090 |
| Turnback Township     | 1351             | 29-74104 |
| Vineyard Township     | 1048             | 29-76228 |